# Crocetta d'Orero
Crocetta d'Orero (a Cröxetta o Cröxetta d'Oê in ligure) (468 m) è una località del comune di Serra Riccò. Dopo il colle di Santa Libera e il colle di Cadibona, si tratta del valico più basso dell'Appennino Ligure. È situato fra l'alta valle Scrivia e l'alta Val Polcevera, sullo spartiacque ligure-padano al confine tra i comuni di Serra Riccò e Casella.

## Caratteristiche

Panorama di Crocetta d'Orero in estate.

L'abitato di Crocetta d'Orero fa parte della frazione di Orero del comune di Serra Riccò. Dista 8 km da Pedemonte (capoluogo comunale) e solo 2 km dal centro di Casella.
Il valico è attraversato dalla Ferrovia Genova-Casella e dalle strade provinciali n. 3 "di Crocetta d'Orero" e n. 2 "di Sant'Olcese", entrambe con inizio a Genova-Bolzaneto, che si congiungono proprio in cima al passo. Qui è presente l'omonima stazione della Ferrovia Genova-Casella, dove ha anche sede il Museo della Ferrovia, che espone un carro merci F23, adibito al trasporto biciclette e restaurato nel 2005 dalla Cmf di Strevi, acquistato con fondi europei dalla dismessa ferrovia Rimini – San Marino.
Nel 1923, in località Niusci, durante gli scavi della Ferrovia Genova-Casella, è stato rinvenuto un importante ripostiglio di monete preromane denominato ripostiglio di Niusci.